# Южно полукълбо
Южното полукълбо е половината от земното кълбо, намиращо се на юг от екватора.
Лятото е от декември до февруари, а зимата от юни до август. В това полукълбо се намират Австралия, Антарктида, по-голямата част на Южна Америка и части от Африка и Азия.
Южното полукълбо има много повече вода, отколкото суша и поради тази причина климатът е малко по-мек отколкото в Северното полукълбо. В същото време климатът в Антарктида е по-суров от този в Арктика.
Ураганите се въртят по посока на часовниковата стрелка (надясно) вследствие на Кориолисовата сила. Южният полюс е ориентиран по посока на галактическия център на Млечния път, поради което се виждат много повече и по-ярки звезди. Тук може да се наблюдава и Аурора Аустралис.